# ŁKS Łódź
ŁKS Łódź (puno ime: Łódzki Klub Sportowy Spółka Sportowa ili Łódzki Klub Sportowy) je poljski nogometni klub iz Łódźa. Trenutačno se natječe u I. ligi.

## Povijest
Klub je osnovan 1908. godine. U privatnom je vlasništvu i odvojeno od glavnog sportskog kluba (koji obuhvaća košarku, odbojku, tenis, atletiku i hokej na ledu), svoje utakmice igra na Stadionu Miejski ŁKS.
Postoji veliko rivalstvo između gradskih klubova Widzewa i ŁKS-a, a derbi utakmice između dvaju klubova bile intenzivne na i izvan terena.
Njihov nadimak Rycerze Wiosny (Proljetni vitezovi) dobili su zbog obično dobrih rezultata u drugom dijelu lige, nakon zimske stanke. ŁKS se trenutno natječe u Ekstraklasi.

## Uspjesi
- Ekstraklasa
  - 1. mjesto (2): 1958., 1998.
  - 2. mjesto (1): 1954.
  - 3. mjesto (3): 1922., 1957., 1993.

- Kup Poljske
  - prvak (1): 1957.

- Superkup Poljske 
  - prvak (2): 1994., 1998.

## Europska natjecanja
ŁKS Łódź je igrao 14 utakmica u europskim kupova, od kojih je 3 pobijedio, 3 neriješene i 8 izgubilli. Postigli su 11 golova i 30 primili.

## Vanjske poveznice
- Službena stranica